# Billér

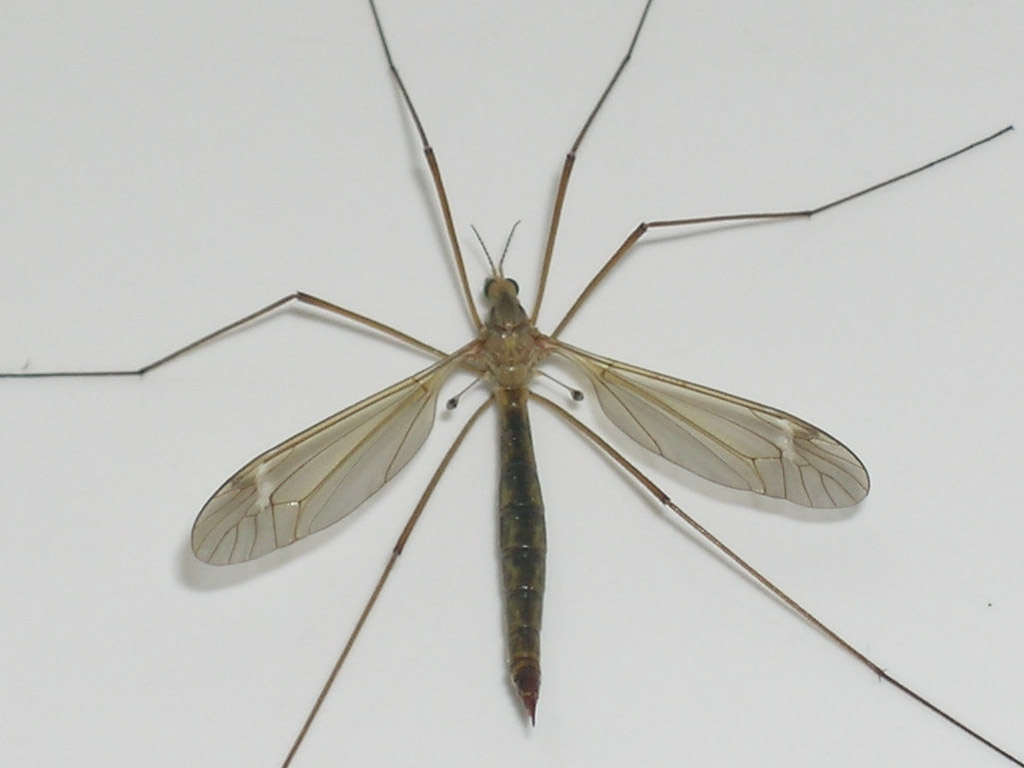
Egy lószúnyog; jól láthatók a billérei

A billér olyan elcsökevényesedett szárny, amely egyes rovarok esetében a repülés közbeni egyensúlyozást szolgálja, éppúgy, mint ahogy azt a giroszkóp teszi az ember által létrehozott gépeknél. A különböző típusú rovaroknál a billér kifejlődhet az elülső szárnypárból (legyezőszárnyúak), vagy akár a másodikból (kétszárnyúak). A billér egy kis nyúlványból áll, amelynek végén egy kis bunkószerű képződmény ül.
A kétszárnyúak (Diptera) esetében a billér megjelenése a metamorfózis alatt történik meg, amikor is az úgynevezett ultrabithorax (Ubx) homeobox gén működésbe lép. Ha kísérletezésből meggátoljuk e gén létrejöttét, akkor a billér helyett rendes repülőszárnyat kapunk. Ez nagyszerű példa arra, amikor egy egyszerű homeotikus génváltozás egészen másféle fenotípust eredményez.
A billérek szárnyhoz hasonló fel-le csapkodásukkal vibrációs giroszkópként működnek. A vibráló tárgyakra jellemző, hogy igyekeznek megőrizni vibrációjuk síkját, ha az alátámasztásukat elforgatjuk, Newton I. törvényének megfelelően. Ha a rovar repülés közben irányt változtat, vagy elfordul tengelye körül, a vibráló billérek erőt fejtenek ki a testére. A rovar ezt az erőhatást a billér alapjánál található mechanoreceptoraival (sensilla) érzékeli. A két billér rezgési síkja egymásra merőleges, a rovar hossztengelyével mindkettő körülbelül 45 fokos szöget zár be; ez megnöveli a receptorokból nyert információ mértékét.
A billérek tehát egyensúlyozó és navigációs rendszer részét képezik, alkalmassá téve ezeket a rovarokat gyors, akrobatikus légi mutatványok kivitelezésére. A billérek azon túl, hogy gyors visszajelzést adnak a szárnyakat irányító izmoknak, fontos szerepük van a fej repülés közbeni stabilizálásában is.

## Fordítás
- Ez a szócikk részben vagy egészben a Halteres című angol Wikipédia-szócikk ezen változatának fordításán alapul.  Az eredeti cikk szerkesztőit annak laptörténete sorolja fel. Ez a jelzés csupán a megfogalmazás eredetét és a szerzői jogokat jelzi, nem szolgál a cikkben szereplő információk forrásmegjelöléseként.